# Список спутников, выведенных на орбиту с Международной космической станции
Это список спутников, выведенных на орбиту с Международной космической станции. Спутники выводились с МКС во время выходов в открытый космос, с помощью японского устройства орбитального развертывания малых спутников J-SSOD на японском экспериментальном модуле «Кибо», устройства NanoRacks CubeSat Deployer и SSIKLOPS.

## Запуски 2012 года
| Вывод на орбиту | Вывод на орбиту | Название спутника | Размер | Оператор                                                              | Средство доставки на МКС | Способ выведения                         | Результат |
| Дата            | Время           | Название спутника | Размер | Оператор                                                              | Средство доставки на МКС | Способ выведения                         | Результат |
| --------------- | --------------- | ----------------- | ------ | --------------------------------------------------------------------- | ------------------------ | ---------------------------------------- | --------- |
| 4 октября 2012  | 14:37 UTC       | WE WISH           | 1U     | Meisei Electric Co.,Ltd.                                              | Kounotori 3              | Из модуля «Кибо» с использованием J-SSOD |           |
| 4 октября 2012  | 14:37 UTC       | RAIKO             | 2U     | Университет Тохоку Университет Вакаяма                                | Kounotori 3              | Из модуля «Кибо» с использованием J-SSOD |           |
| 4 октября 2012  | 15:44 UTC       | FITSAT-1          | 1U     | Технологический институт Фукуока                                      | Kounotori 3              | Из модуля «Кибо» с использованием J-SSOD |           |
| 4 октября 2012  | 15:44 UTC       | F-1               | 1U     | Лаборатория FSpace в Университете FPT Уппсальский университет         | Kounotori 3              | Из модуля «Кибо» с использованием J-SSOD |           |
| 4 октября 2012  | 15:44 UTC       | TechEdSat         | 1U     | Исследовательский центр Эймса Университет штата Калифорния в Сан-Хосе | Kounotori 3              | Из модуля «Кибо» с использованием J-SSOD |           |

## Запуски 2013 года
| Вывод на орбиту | Вывод на орбиту | Название спутника | Размер | Оператор                                                              | Средство доставки на МКС | Способ выведения                         | Результат |
| Дата            | Время           | Название спутника | Размер | Оператор                                                              | Средство доставки на МКС | Способ выведения                         | Результат |
| --------------- | --------------- | ----------------- | ------ | --------------------------------------------------------------------- | ------------------------ | ---------------------------------------- | --------- |
| 19 ноября 2013  | 12:17 UTC       | PicoDragon        | 1U     | Токийский университет Вьетнамский национальный спутниковый центр      | Kounotori 4              | Из модуля «Кибо» с использованием J-SSOD |           |
| 19 ноября 2013  | 12:17 UTC       | ArduSat-1         | 1U     | NanoSatisfi                                                           | Kounotori 4              | Из модуля «Кибо» с использованием J-SSOD |           |
| 19 ноября 2013  | 12:17 UTC       | ArduSat-X         | 1U     | NanoSatisfi                                                           | Kounotori 4              | Из модуля «Кибо» с использованием J-SSOD |           |
| 20 ноября 2013  | 7:58 UTC        | TechEdSat-3       | 3U     | Университет штата Калифорния в Сан-Хосе Исследовательский центр Эймса | Kounotori 4              | Из модуля «Кибо» с использованием J-SSOD |           |

## Запуски 2015 года
| Вывод на орбиту  | Вывод на орбиту | Название спутника | Размер | Оператор                      | Средство доставки на МКС | Способ выведения                         | Результат |
| Дата             | Время           | Название спутника | Размер | Оператор                      | Средство доставки на МКС | Способ выведения                         | Результат |
| ---------------- | --------------- | ----------------- | ------ | ----------------------------- | ------------------------ | ---------------------------------------- | --------- |
| 5 февраля 2015   | 12:50 UTC       | AESP-14           | 1U     | ITA                           | SpaceX CRS-5             | Из модуля «Кибо» с использованием J-SSOD |           |
| 17 сентября 2015 | 12:02 UTC       | S-CUBE            | 3U     | Технологический институт Чиба | Kounotori 5              | Из модуля «Кибо» с использованием J-SSOD |           |
| 17 сентября 2015 | 12:12 UTC       | SERPENS           | 3U     | Университет Бразилиа          | Kounotori 5              | Из модуля «Кибо» с использованием J-SSOD |           |

## Запуски 2016 года
| Вывод на орбиту | Вывод на орбиту | Название спутника | Размер      | Оператор                                                    | Средство доставки на МКС | Способ выведения                         | Результат |
| Дата            | Время           | Название спутника | Размер      | Оператор                                                    | Средство доставки на МКС | Способ выведения                         | Результат |
| --------------- | --------------- | ----------------- | ----------- | ----------------------------------------------------------- | ------------------------ | ---------------------------------------- | --------- |
| 27 апреля 2016  | 11:45 UTC       | Diwata-1          | 50-кг класс | Министерство науки и технологий Филиппин Университет Тохоку | Cygnus CRS OA-6          | Из модуля «Кибо» с использованием J-SSOD |           |
| 19 декабря 2016 | 8:50 UTC        | STARS-C           | 2U          | Университет Сидзуока                                        | Kounotori 6              | Из модуля «Кибо» с использованием J-SSOD |           |

## Запуски 2017 года
| Вывод на орбиту | Вывод на орбиту | Название спутника | Размер | Оператор | Средство доставки на МКС | Способ выведения                         | Результат |
| Дата            | Время           | Название спутника | Размер | Оператор | Средство доставки на МКС | Способ выведения                         | Результат |
| --------------- | --------------- | ----------------- | ------ | -------- | ------------------------ | ---------------------------------------- | --------- |
| 16 января 2017  | 9:10 UTC        | ITF-2             | 1U     |          | Kounotori 6              | Из модуля «Кибо» с использованием J-SSOD |           |
| 16 января 2017  | 9:10 UTC        | WASEDA-SAT3       | 1U     |          | Kounotori 6              | Из модуля «Кибо» с использованием J-SSOD |           |
| 16 января 2017  | 9:10 UTC        | FREEDOM           | 1U     |          | Kounotori 6              | Из модуля «Кибо» с использованием J-SSOD |           |
| 16 января 2017  | 9:20 UTC        | EGG               | 3U     |          | Kounotori 6              | Из модуля «Кибо» с использованием J-SSOD |           |
| 16 января 2017  | 10:40 UTC       | AOBA-VeloxIII     | 2U     |          | Kounotori 6              | Из модуля «Кибо» с использованием J-SSOD |           |
| 16 января 2017  | 10:50 UTC       | TuPOD             | 3U     |          | Kounotori 6              | Из модуля «Кибо» с использованием J-SSOD |           |
| 7 июля 2017     | 8:50 UTC        | TOKI              | 1U     |          | SpaceX CRS-11            | Из модуля «Кибо» с использованием J-SSOD |           |
| 7 июля 2017     | 8:50 UTC        | GhanaSat-1        | 1U     |          | SpaceX CRS-11            | Из модуля «Кибо» с использованием J-SSOD |           |
| 7 июля 2017     | 8:50 UTC        | Mazaalai          | 1U     |          | SpaceX CRS-11            | Из модуля «Кибо» с использованием J-SSOD |           |
| 7 июля 2017     | 9:10 UTC        | BRAC Onnesha      | 1U     |          | SpaceX CRS-11            | Из модуля «Кибо» с использованием J-SSOD |           |
| 7 июля 2017     | 9:10 UTC        | Nigeria EduSat-1  | 1U     |          | SpaceX CRS-11            | Из модуля «Кибо» с использованием J-SSOD |           |

## Запуски 2018 года
| Вывод на орбиту | Вывод на орбиту | Название спутника | Размер | Оператор | Средство доставки на МКС | Способ выведения                         | Результат |
| Дата            | Время           | Название спутника | Размер | Оператор | Средство доставки на МКС | Способ выведения                         | Результат |
| --------------- | --------------- | ----------------- | ------ | -------- | ------------------------ | ---------------------------------------- | --------- |
| 11 мая 2018     | 10:30 UTC       | Irazu             | 1U     |          | SpaceX CRS-14            | Из модуля «Кибо» с использованием J-SSOD |           |
| 11 мая 2018     | 10:30 UTC       | 1KUNS-PF          | 1U     |          | SpaceX CRS-14            | Из модуля «Кибо» с использованием J-SSOD |           |
| 11 мая 2018     | 10:40 UTC       | UBAKUSAT          | 3U     |          | SpaceX CRS-14            | Из модуля «Кибо» с использованием J-SSOD |           |
| 10 августа 2018 | 9:45 UTC        | BHUTAN-1          | 1U     |          | SpaceX CRS-15            | Из модуля «Кибо» с использованием J-SSOD |           |
| 10 августа 2018 | 9:45 UTC        | MAYA-1            | 1U     |          | SpaceX CRS-15            | Из модуля «Кибо» с использованием J-SSOD |           |
| 10 августа 2018 | 9:45 UTC        | UiTMSAT-1         | 1U     |          | SpaceX CRS-15            | Из модуля «Кибо» с использованием J-SSOD |           |
| 6 октября       | 7:45 UTC        | SPATIUM-1         | 2U     |          | Kounotori 7              | Из модуля «Кибо» с использованием J-SSOD |           |
| 6 октября       | 8:00 UTC        | RSP-00            | 1U     |          | Kounotori 7              | Из модуля «Кибо» с использованием J-SSOD |           |
| 6 октября       | 8:00 UTC        | STARS-Me          | 2U     |          | Kounotori 7              | Из модуля «Кибо» с использованием J-SSOD |           |

## Запуски 2019 года
| Вывод на орбиту | Вывод на орбиту | Название спутника | Размер | Оператор | Средство доставки на МКС | Способ выведения                         | Результат |
| Дата            | Время           | Название спутника | Размер | Оператор | Средство доставки на МКС | Способ выведения                         | Результат |
| --------------- | --------------- | ----------------- | ------ | -------- | ------------------------ | ---------------------------------------- | --------- |
| 17 июня 2019    | 10:15 UTC       | NepaliSat-1       | 1U     |          | Cygnus CRS NG-11         | Из модуля «Кибо» с использованием J-SSOD |           |
| 17 июня 2019    | 10:15 UTC       | Raavana-1         | 1U     |          | Cygnus CRS NG-11         | Из модуля «Кибо» с использованием J-SSOD |           |
| 17 июня 2019    | 10:15 UTC       | Uguisu            | 1U     |          | Cygnus CRS NG-11         | Из модуля «Кибо» с использованием J-SSOD |           |
| 17 июня 2019    | 10:20 UTC       | SpooQy-1          | 3U     |          | Cygnus CRS NG-11         | Из модуля «Кибо» с использованием J-SSOD |           |
| 20 ноября 2019  | 8:55 UTC        | RWASAT-1          | 3U     |          | Kounotori 8              | Из модуля «Кибо» с использованием J-SSOD |           |
| 20 ноября 2019  | 9:10 UTC        | NARSSCube-1       | 1U     |          | Kounotori 8              | Из модуля «Кибо» с использованием J-SSOD |           |
| 20 ноября 2019  | 9:25 UTC        | AQT-D             | 3U     |          | Kounotori 8              | Из модуля «Кибо» с использованием J-SSOD |           |

## Запуски 2020 года
| Вывод на орбиту | Вывод на орбиту | Название спутника | Размер | Оператор | Средство доставки на МКС | Способ выведения                         | Результат |
| Дата            | Время           | Название спутника | Размер | Оператор | Средство доставки на МКС | Способ выведения                         | Результат |
| --------------- | --------------- | ----------------- | ------ | -------- | ------------------------ | ---------------------------------------- | --------- |
| 28 апреля 2020  | 8:55 UTC        | G-SATELLITE       | 3U     |          | SpaceX CRS-20            | Из модуля «Кибо» с использованием J-SSOD |           |
| 28 апреля 2020  | 15:20 UTC       | Quetzal-1         | 1U     |          | SpaceX CRS-20            | Из модуля «Кибо» с использованием J-SSOD |           |

## Запуски 2021 года
| Вывод на орбиту | Вывод на орбиту | Название спутника | Размер      | Оператор | Средство доставки на МКС | Способ выведения                         | Результат |
| Дата            | Время           | Название спутника | Размер      | Оператор | Средство доставки на МКС | Способ выведения                         | Результат |
| --------------- | --------------- | ----------------- | ----------- | -------- | ------------------------ | ---------------------------------------- | --------- |
| 13 марта 2021   | 23:20 UTC       | GuaraniSat-1      | 1U          |          | Cygnus CRS NG-15         | Из модуля «Кибо» с использованием J-SSOD |           |
| 13 марта 2021   | 23:20 UTC       | Maya-2            | 1U          |          | Cygnus CRS NG-15         | Из модуля «Кибо» с использованием J-SSOD |           |
| 13 марта 2021   | 23:20 UTC       | Tsuru             | 1U          |          | Cygnus CRS NG-15         | Из модуля «Кибо» с использованием J-SSOD |           |
| 13 марта 2021   | 23:20 UTC       | OPUSAT-II         | 2U          |          | Cygnus CRS NG-15         | Из модуля «Кибо» с использованием J-SSOD |           |
| 13 марта 2021   | 23:20 UTC       | RSP-01            | 1U          |          | Cygnus CRS NG-15         | Из модуля «Кибо» с использованием J-SSOD |           |
| 14 марта 2021   | 11:50 UTC       | WARP-01           | 1U          |          | Cygnus CRS NG-15         | Из модуля «Кибо» с использованием J-SSOD |           |
| 14 марта 2021   | 14:30 UTC       | TAUSAT-1          | 3U          |          | Cygnus CRS NG-15         | Из модуля «Кибо» с использованием J-SSOD |           |
| 14 марта 2021   | 15:00 UTC       | STARS-EC          | 3U          |          | Cygnus CRS NG-15         | Из модуля «Кибо» с использованием J-SSOD |           |
| 22 марта 2021   | 8:30 UTC        | MMSAT-1           | 50-кг класс |          | Cygnus CRS NG-15         | Из модуля «Кибо» с использованием J-SSOD |           |
| 22 марта 2021   | 10:55 UTC       | MIR-SAT1          | 1U          |          | SpaceX CRS-22            | Из модуля «Кибо» с использованием J-SSOD |           |
| 22 марта 2021   | 12:30 UTC       | —                 | 3U          |          | SpaceX CRS-22            | Из модуля «Кибо» с использованием J-SSOD |           |
| 6 октября 2021  | 9:20 UTC        | Binar-1           | 1U          |          | SpaceX CRS-23            | Из модуля «Кибо» с использованием J-SSOD |           |
| 6 октября 2021  | 9:20 UTC        | Maya-3            | 1U          |          | SpaceX CRS-23            | Из модуля «Кибо» с использованием J-SSOD |           |
| 6 октября 2021  | 9:20 UTC        | Maya-4            | 1U          |          | SpaceX CRS-23            | Из модуля «Кибо» с использованием J-SSOD |           |
| 6 октября 2021  | 10:55 UTC       | CUAVA-1           | 1U          |          | SpaceX CRS-23            | Из модуля «Кибо» с использованием J-SSOD |           |

## Запуски 2022 года
| Вывод на орбиту | Вывод на орбиту | Название спутника    | Размер | Оператор                                              | Средство доставки на МКС | Способ выведения                         | Результат |
| Дата            | Время           | Название спутника    | Размер | Оператор                                              | Средство доставки на МКС | Способ выведения                         | Результат |
| --------------- | --------------- | -------------------- | ------ | ----------------------------------------------------- | ------------------------ | ---------------------------------------- | --------- |
| 3 февраля 2022  | 8:55 UTC        | Light-1              | 3U     |                                                       | SpaceX CRS-24            | Из модуля «Кибо» с использованием J-SSOD |           |
| 3 февраля 2022  | 10:30 UTC       | GT-1                 | 1U     |                                                       | SpaceX CRS-24            | Из модуля «Кибо» с использованием J-SSOD |           |
| 24 марта 2022   | 9:00 UTC        | IHI-SAT              | 3U     |                                                       | Cygnus CRS NG-17         | Из модуля «Кибо» с использованием J-SSOD |           |
| 24 марта 2022   | 12:10 UTC       | KITSUNE              | W6U    |                                                       | Cygnus CRS NG-17         | Из модуля «Кибо» с использованием J-SSOD |           |
| 21 Июль 2022    | 16:02 UTC       | ЮЗГУ №5              | 3U     | НИИ космического приборостроения (входит в Роскосмос) | «Прогресс МС-19»         | ВКД-54, Олег Артемьев                    | Успешно   |
| 21 Июль 2022    | 16:04 UTC       | ЮЗГУ №6              | 3U     | НИИ космического приборостроения (входит в Роскосмос) | «Прогресс МС-19»         | ВКД-54, Олег Артемьев                    | -         |
| 21 Июль 2022    | 16:08 UTC       | ЮЗГУ №7              | 3U     | НИИ космического приборостроения (входит в Роскосмос) | «Прогресс МС-19»         | ВКД-54, Олег Артемьев                    | Успешно   |
| 21 Июль 2022    | 16:13 UTC       | ЮЗГУ №8              | 3U     | НИИ космического приборостроения (входит в Роскосмос) | «Прогресс МС-19»         | ВКД-54, Олег Артемьев                    | -         |
| 21 Июль 2022    | 16:18 UTC       | ЮЗГУ №9              | 3U     | НИИ космического приборостроения (входит в Роскосмос) | «Прогресс МС-19»         | ВКД-54, Олег Артемьев                    | Успешно   |
| 21 Июль 2022    | 16:23 UTC       | ЮЗГУ №10             | 3U     | НИИ космического приборостроения (входит в Роскосмос) | «Прогресс МС-19»         | ВКД-54, Олег Артемьев                    | Успешно   |
| 21 Июль 2022    | 16:26 UTC       | ЮЗГУ №11             | 3U     | НИИ космического приборостроения (входит в Роскосмос) | «Прогресс МС-20»         | ВКД-54, Олег Артемьев                    | Успешно   |
| 21 Июль 2022    | 16:34 UTC       | ЮЗГУ №12             | 3U     | НИИ космического приборостроения (входит в Роскосмос) | «Прогресс МС-20»         | ВКД-54, Олег Артемьев                    | Успешно   |
| 21 Июль 2022    | 16:36 UTC       | Циолковский-Рязань 1 | -      | Пущинская радиоастрономическая обсерватория           | «Прогресс МС-20»         | ВКД-54, Олег Артемьев                    | Успешно   |
| 21 Июль 2022    | 16:40 UTC       | Циолковский-Рязань 2 | -      | Пущинская радиоастрономическая обсерватория           | «Прогресс МС-20»         | ВКД-54, Олег Артемьев                    | Успешно   |